# Station Utrecht Biltstraat
Station Utrecht Biltstraat is een voormalig station (halte) met eilandperron, gelegen aan de zijtak van de Oosterspoorweg: Hilversum - Utrecht Maliebaan, bij de overweg waar deze spoorlijn de Biltstraat kruist.

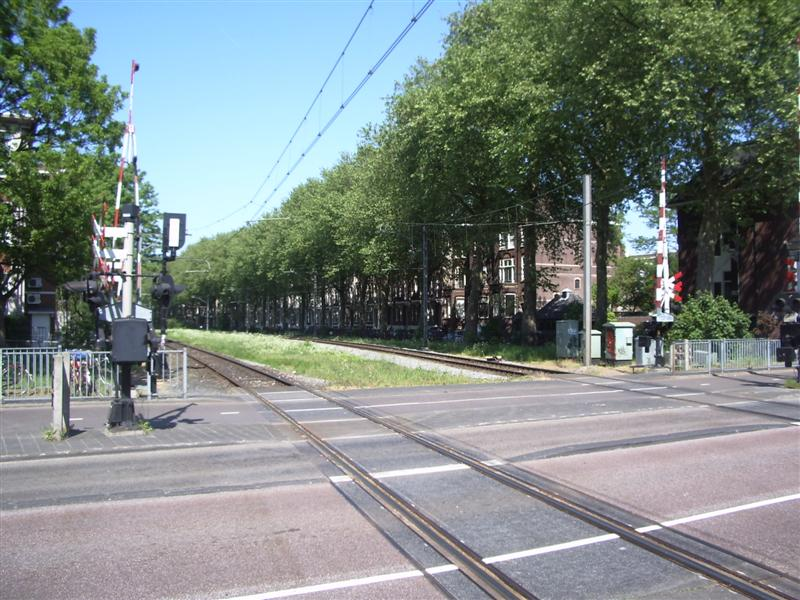
De locatie van het voormalige station Biltstraat; 2007.

Het station, gebouwd door de spoorwegmaatschappij HIJSM, werd geopend in 1885, en heeft dienstgedaan tot aan de beëindiging van het reizigersvervoer op deze lijn op 15 oktober 1939. De treinen uit Hilversum werden voortaan naar het Centraal Station geleid, en kwamen dus niet meer langs station Biltstraat. In 1961 werden de stationsgebouwtjes gesloopt.
De locatie van het voormalige station is nog gemakkelijk te zien vanaf de Biltstraat. De twee sporen worden daar gescheiden door een brede grasstrook, waar vroeger het perron lag.
0: Hilversum ·
1: Hilversum Sportpark ·
6: Hollandsche Rading ·
8: Maartensdijk ·
10: Nieuwe Wetering ·
12: Groenekan West ·
Blauwkapel ·
15: Utrecht Biltstraat · 
16: Utrecht Maliebaan ·
18: Utrecht Lunetten
Abcoude · 
Amersfoort:
-Centraal · 
-Schothorst · 
-Vathorst · 
Baarn · 
Bilthoven · 
Breukelen · 
Bunnik · 
Den Dolder · 
Driebergen-Zeist · 
Hoevelaken · 
Hollandsche Rading ·
Houten · 
-Castellum · 
Leerdam · 
Maarn · 
Maarssen · 
Rhenen · 
Soest · 
-Zuid · Soestdijk · 
Utrecht:
-Centraal · 
-Leidsche Rijn · 
-Lunetten · 
-Maliebaan · 
-Overvecht · 
-Terwijde · 
-Vaartsche Rijn · 
-Zuilen · 
Veenendaal: 
-Centrum · 
-West · 
Vleuten · 
Woerden
Voormalige stations: zie de lijst van voormalige spoorwegstations in Utrecht